# Odacantha melanura
Odacantha melanura é uma espécie de insetos coleópteros pertencente à família Carabidae.
A autoridade científica da espécie é Linne, tendo sido descrita no ano de 1767.
Trata-se de uma espécie presente no território português.